# Сокольники-Старі
Сокольники-Старі (пол. Sokolniki Stare) — село в Польщі, у гміні Бабошево Плонського повіту Мазовецького воєводства.
Населення — 166 осіб (2011).
У 1975-1998 роках село належало до Цехановського воєводства.

## Демографія
Демографічна структура станом на 31 березня 2011 року:
|          | Загалом | Допрацездатний вік | Працездатний вік | Постпрацездатний вік |
| -------- | ------- | ------------------ | ---------------- | -------------------- |
| Чоловіки | 88      | 22                 | 60               | 6                    |
| Жінки    | 78      | 21                 | 42               | 15                   |
| Разом    | 166     | 43                 | 102              | 21                   |